# Rónay László
Rónay László (írói álneve: Siki Géza; Budapest, 1937. augusztus 16. – Budapest, 2018. szeptember 17.) József Attila-díjas magyar író, irodalomtörténész, szerkesztő, kritikus, egyetemi tanár.

## Életpályája
Apja Rónay György (1913–1978) költő, író, műfordító, anyja Radnóti (Reif) Kornélia (1911–1982). 1962-ben az ELTE BTK magyar–latin szakán végzett, majd 1970-ig Bicskén volt általános iskolai tanító. Utána három évig a Petőfi Irodalmi Múzeum kézirattári és tudományos osztályán dolgozott mint munkatárs, majd főmunkatárs. 1973-tól 1991-ig az MTA Irodalomtudományi Intézet modern magyar irodalmi főosztályának tudományos főmunkatársa és tanácsadója, később az Új Ember főszerkesztője, 1998-ig. 1991 és 2007 közt az ELTE-n tanított.

## Magánélete
1964-ben házasságot kötött Lukács Judittal. Három gyermekük született: Ágnes (1966), Krisztina (1968), valamint Tamás (1972), aki újságíró lett.

## Művei
- Az Ezüstkor nemzedéke. Akadémiai, 1967
- Thurzó Gábor. Akadémiai, 1974
- Hűséges sáfárok. Szépirodalmi, 1975
- Kosztolányi Dezső. Gondolat, 1977
- Devecseri Gábor alkotásai és vallomásai tükrében. Szépirodalmi, 1979
- Évfordulók ’81. Kossuth, 1980 (társszerző)
- Évfordulók ’82. Kossuth, 1981 (társszerző)
- Szabálytalan arcképek. Szépirodalmi, 1982
- Évfordulók ’83. Kossuth, 1982 (társszerző)
- Évfordulók ’84. Kossuth, 1983 (társszerző)
- Képes Géza. Akadémiai, 1983
- Tersánszky Józsi Jenő. Gondolat, 1983
- Hajrá Felhegy! Szt. István Társulat, 1983 (ifj. regény)
- Évfordulók ’85. Kossuth, 1984 (társszerző)
- „Ki volt ez a varázsló?” Kosztolányi Dezső a vallomások és emlékezések tükrében. Kozmosz, 1985
- A magyar irodalom története 1945–1975. (II–III.) Akadémiai, 1986–90 (társszerző)
- A nyugati magyar irodalom 1945 után. Gondolat, 1986 (társszerző)
- Évfordulók ’86. Kossuth, 1985 (társszerző)
- Két dióhéj. Nyugat-európai és tengerentúli magyar prózaírók. Szépirodalmi, 1987 (társszerző)
- „Tudják-e, ki vagyok?” Kozmosz, 1988
- Társunk, az irodalom. Szépirodalmi, 1990
- Márai Sándor. Magvető, 1990
- Erkölcs és irodalom. A magyar irodalom rövid története. Vigilia, 1993
- A magyar katolikus egyház története 1939-ben. (I–III.) Új Ember, 1995
- Irodalom a középiskolák III. osztálya számára. Tankönyvkiadó, 1995
- Mítosz és emlékezet. Esszék, tanulmányok századunk magyar irodalmából. Vigilia, 1997
- Mécs László. Balassi, 1997
- Sík Sándor. Balassi, 2000
- Az őrszem tekintetével. Szt. István T., 2002
- Felhegyi legendák. Szt. István T., 2002 (diákregény)
- Isten nem halt meg. Szt. István T., 2002
- Unokáim könyve. Új Ember, 2002
- Lélek és szó. Argumentum, 2004
- Legyél önmagad. Szt. István T., 2004
- Növekvő unokáim. Kairosz, 2005
- Kalandozások unokáimmal. Szt. István T., 2006
- Földindulás előtt. Kairosz, 2007
- Harcok az új „világnézlet” körül. Katolikus irodalomszemlélet, 1890–1920. Argumentum, 2007 (sajtó alá rend., bev., jegyz.)
- Fradi-szívvel hegyen, völgyben. Kairosz, 2008
- Szoborpark. Argumentum, 2008
- Komor hónapok. Napló, 2008. május 1. – 2008. szeptember 30. Kairosz, 2009
- Napok nyomában. Naplójegyzetek. Hungarovox, 2008
- Alulról nézve. Emlékek, nézetek írókról, művészekről, politikusokról. Éghajlat, 2010
- Elárvult panoptikum. Életre keltett írók, tudósok. Hungarovox, 2010
- Katolikus költők antológiája. Kr. u. 20. század. Éghajlat, 2010  (vál., szerk., utószó)
- Segítő kezek. Unokáimmal napról napra. Szt. István T., 2010
- Egyenes gerinccel. A magyar katolicizmus Trianontól a világválságig. Éghajlat, 2012
- Az írás erkölcse és erkölcstelensége. Esszék, tanulmányok. Nap, 2012
- Mesterek és legendák. Hungarovox, 2012
- A szavak szárnyán az ég felé. A modern katolikus irodalomszemlélet kezdetei. Kállay Miklós, Sík Sándor, Rónay György és Pilinszky János. Kairosz, 2012
- Sebek áztatása. Visszaemlékezések. Argumentum, 2013
- Hullámhegyek, hullámvölgyek. Kairosz, 2014
- Az ismeretlen Rónay György. Vigilia, 2014 (vál., szerk.)
- A lelkek visszahódítása. Katolikus újjászületés 1890 és 1920 között. Történelmi összefoglalás és szöveggyűjtemény. Szt. István T., 2014
- Fénysugarak homályban. Éghajlat, 2015
- Katolikus reneszánsz. Arcképek a magyar katolikus megújulás korából. Szt. István T., 2015
- A kor szorításában. Felsőmagyarország, Miskolc, 2015
- Tamás Menyhért. MMA, 2015
- Márai Sándor újratöltve. Tanulmányok. Hungarovox, 2016
- Közelítések Szabó Dezsőhöz. Hungarovox, 2018

## Díjai, kitüntetései
- Babits-emlékplakett
- Művészeti Alap Irodalmi Díja (1985)
- Kritikusi Nívódíj (1985)
- Bölöni-díj (1985)
- Év Könyve-díj (1990)
- József Attila-díj (1992)
- Arany János-díj (1997)
- A Magyar Köztársasági Érdemrend kiskeresztje (1997)
- Pro Ecclesia Hungariae Emlékérem (katolikus) (1997)
- Széchenyi professzor-ösztöndíj (1999–2002)
- Komlós Aladár-díj (2000)
- Toldy Ferenc-díj (2001)
- A Magyar Köztársasági Érdemrend tisztikeresztje (2008)
- Stephanus-díj (2008)
- Prima Primissima (2016)